# Velencei Nyilatkozat (1980)
A Velencei Nyilatkozat egy, az Európai Gazdasági Közösség akkori kilenc tagállamának állam- és kormányfői, valamint külügyminiszterei által 1980 nyarán kiadott nyilatkozat, amely az izraeli-palesztin konfliktus rendezésével kapcsolatban fogalmazta meg a szervezet tagállamainak  közös álláspontját, 11 pontban.
A nyilatkozat az Egyesült Nemzetek Szervezete által is támogatott kétállami megoldást tekintette kívánatosnak. A nyilatkozat kilencedik pontja kiemelte, hogy a palesztin területek 1967 óta tartó izraeli megszállása, a megszállt területeken zajló izraeli telepépítés komoly akadálya a konfliktus rendezésének, egyúttal leszögezte, hogy a nyilatkozatot kibocsátó kilenc állam a megszállt területeken létesített zsidó telepeket, illetve minden, a megszállt területek népességi- és tulajdonviszonyainak megváltoztatására irányuló izraeli tevékenységet a nemzetközi jogba ütközőnek, így törvénytelennek tekint.